# Templo de Berna
El Templo de Berna (normalmente llamado templo de Suiza) es uno de los templos construidos y operados por La Iglesia de Jesucristo de los Santos de los Últimos Días, localizado en la ciudad de Münchenbuchsee y su código postal se asigna al municipio vecino de Zollikofen. Fue el noveno templo SUD en operaciones, el primero edificado en Europa y el primero en ser construido fuera de los Estados Unidos y Canadá. 
Bajo la dirección de Gordon B. Hinckley, el templo de Suiza fue el primer templo en ofrecer las ceremonias de la investidura SUD en forma de película, tal y como ocurre en todos los templos de la actualidad fuera de los Estados Unidos.: 359  Es también el primer templo en el que el idioma dominante dentro del edificio no es inglés.: 113  Inicialmente construido sin la estatua de Moroni sobre su pináculo, este fue puesto en el año 2005 como conmemoración de su 50vo. aniversario. La construcción del templo en Suiza constituyó el fin del éxodo de fieles hasta Utah, recomendando la iglesia que sus fieles permanecieran en sus países de nacionalidad.

## Historia
La misión en Suiza fue creada el 24 de noviembre de 1850 bajo la dirección de Lorenzo Snow y ha seguido funcionando desde entonces. En agosto de 1906, el entonces presidente de la Iglesia de Jesucristo de los Santos de los Últimos Días Joseph F. Smith visitó Zúrich y anunció que la iglesia tenía planeada la construcción de templos en varios países del mundo. Ese año sólo cuatro templos estaban en funcionamiento en el momento: todos en Utah. Después de la Primera Guerra Mundial, Heber J. Grant, sucesor de Smith ratificó en 1923 durante la dedicación del templo en Cardston, Alberta, que la iglesia planeaba edificar un templo en Europa. La Segunda Guerra Mundial terminó en Europa en 1945 y un mes después se dedicó el templo de Twin Falls, igualmente en un lugar colonizado por pioneros mormones. 
En abril de 1952, la Primera Presidencia de la iglesia y el cuórum de los Doce Apóstoles tomaron la histórica decisión de construir templos en Europa. Dos meses después, el entonces presidente de la iglesia David O. McKay viajó por Europa para supervisar personalmente la selección de los sitios para los futuros templos. McKay insistía en acortar la brecha en su iglesia de un estado de provincialismo religioso a uno de influencia internacional. Con la construcción de templos alrededor del mundo, McKay hizo práctico el nuevo concepto, que Sion no se limita a una ubicación geográfica en particular, sino que es una condición del corazón y la mente de sus fieles que se puede encontrar en cualquier parte del mundo. El 22 de septiembre de 1952 al partir de una conferencia en Glasgow, Escocia McKay anunció en el aeropuerto,: 116  que la Primera Presidencia aprobó en abril construir un templo en Suiza. La iglesia reportó haber escogido a Suiza por su libertad de culto, el punto geográfico céntrico del país en Europa, así como la multitud de idiomas que se hablaban allí.: 118 
Con el mensaje del nuevo templo, la iglesia comenzó a exhortar a sus fieles a permanecer en sus lugares de nacionalidad y detener el desplazamiento de conversos a Utah. En Suiza para los años 1960 se habían unido a la fe restauracionista unas 10 mil personas, la mitad de los cuales habían migrado a los Estados Unidos, principalmente a Utah y otras regiones colonizadas por pioneros mormones.: 68–70  El templo de Suiza fue dedicado diez años después, el primero fuera de una región principalmente habitada por miembros del Movimiento de los Santos de los Últimos Días.

### Terreno
Durante una gira de ocho semanas alrededor de Europa, David O. McKay arribó a Suiza en junio de 1952. McKay aprobó un sitio para la construcción del templo al sur de Berna.: 116  McKay partió a Holanda en su gira, durante el cual se le informó que el terreno había sido traspasado a la alcaldía de la ciudad para la construcción de una Universidad Pedagógica. McKay volvió a Suiza en busca de una alternativa y aprobó el terreno Trechsel en la esquina Laubeggstrasse y Bucherstrasse.: 121  Las investigaciones sobre la adquisición del terreno revelaron que existían 30 herederos con interés en la propiedad, dando lugar a un prolongado período de negociaciones que acabó con desinterés en el lote asignado por David O. McKay, el cual resultó ser el sitio donde la ciudad luego construyó una autopista. El 20 de noviembre de 1952, la misión en Suiza consiguió un terreno con el doble del tamaño (7 acres (2,8 ha)) y a mitad del precio de los anteriores, ubicado en la comuna de Münchenbuchsee a unas tres millas al norte de Berna, a poca distancia del Río Aar. Popularmente se cita que el templo está en Zollikofen debido a que la Estación de Zollikofen y la terminal de tranvías del mismo nombre se encuentra ubicada en las mediaciones del templo y es la utilizada por los patronos del templo. 
La iglesia pagó 78.000 Francos Suizos por el terreno que invcluía calles pavimentadas para el acceso al terreno, líneas de agua y alcantarillado.: 121  Ambas circunstancias, el futuro destino del primer terreno y la ventaja de área y de dinero del segundo, es considerado un acto divino entre la fe de los Europeos adeptos al Movimiento de los Santos de los Últimos Días. Para cuando el terreno estaba listo para la construcción del nuevo edificio, la iglesia había anunciado y comenzado la construcción del Templo de Los Ángeles (California). Junto con el templo en California, los arquitectos ya habían comenzado los planos para el templo de Suiza antes de conseguir el terreno.: 125 

### Audiovideo
En el otoño de 1953, después de comprar el presente terreno de 7 acres (2,8 ha) donde se asienta el templo, McKay asignó al entonces asistente del Cuórum de los Doce Apóstoles Gordon B. Hinckley a que encontrara la manera de presentar la enseñanza del templo en las diversas lenguas de Europa, al mismo tiempo utilizando un número mínimo de trabajadores en el templo. Previo a ello, los usuarios recorrían las instalaciones del templo durante una sesión de investidura. De la asignación se originó por primera vez la producción filmada en varios idiomas de las ceremonias consideradas sagradas por los fieles de la iglesia. La producción duró un año para la filmación en inglés seguido de traducciones para 7 idiomas adicionales. El proceso de audiovideo ocurrió en una sección del quinto piso del templo de Salt Lake City, mismo lugar donde James E. Talmage escribió su libro Jesús el Cristo. Hinckley se vio apoyado por el arquitecto del templo, Edward O. Anderson así como miembros del Cuórum de los Doce Apóstoles incluyendo Joseph Fielding Smith. El director Cecil B. DeMille de la empresa Metro-Goldwyn-Mayer fue el principal consultor profesional de McKay en la producción y rodaje de la película ceremonial.
Algunas de las escenas se rodaron en varios lugares de California y Utah, las nuevas películas se produjeron en la gran sala de reuniones que ocupa la mitad superior del Templo de Salt Lake City. La sala se convirtió en un escenario de película improvisado. Se emplearon poleas de alta resistencia para levantar varios accesorios de la coreografía y traídos al interior del templo a través de las grandes ventanas de la sala. La filmación ocurrió principalmente los fines de semana, primero en inglés y luego películas independientes en los idiomas francés, alemán, holandés, finlandés, sueco, danés y noruego. Cada video presentaba un elenco distinto compuesto principalmente por inmigrantes y misioneros americanos que hablaban los respectivos idiomas.
El transporte de los rollos de las películas ya completos hacia Suiza produjo un contratiempo de un día en la aduana de Basilea, resolviéndose de manera satisfactoria sin que los funcionarios de ese país vieran las películas. Ello es considerado excepcional por los fieles SUD, quienes no suelen compartir en público los detalles de las ceremonias del templo.

## Diseño
El arquitecto para la construcción del templo de Berna fue Edward O. Anderson, quien igualmente supervisaba la construcción del templo en la ciudad de Los Ángeles. McKay asignó a Anderson un diseño interior diferente a la de los templos que la iglesia había construido en el pasado. En el diseño se esperaba que el estilo circular del interior del templo, con el salón Celestial en el centro y los cuartos que le antesceden en la sesión de la investidura, fuese cambiado. Anderson ya había estado considerando este cambio para 1937 y presentar la investidura en solo dos habitaciones en lugar de cinco. Cuando McKay visitó a Anderson en Los Ángeles para discutir la asignación de Suiza, Anderson compartió con él su boceto de un templo de dos habitaciones. McKay aprobó el interior aunque Anderson sugirió el estilo exterior plano del templo de Laie. McKay desistió del plan exterior pidiendo un templo de una espiga, similar al templo de Kirtland y al templo de Nauvoo.: 129 

## Construcción

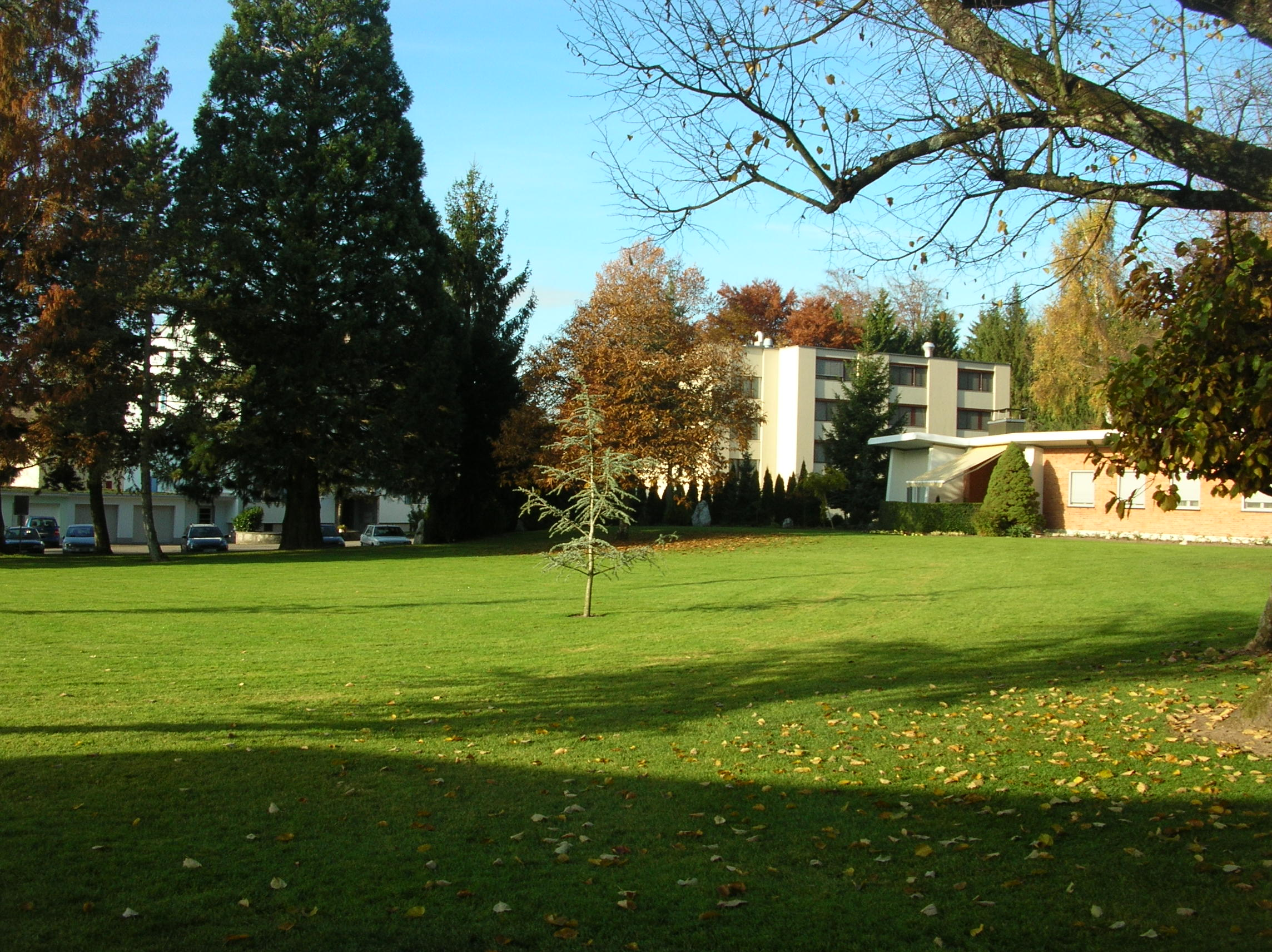
Casa de huéspedes a un costado del templo.

Cuando los planos del nuevo templo se dieron a conocer al público en abril de 1953, se enviaron copias a Suiza. De acuerdo con la ley de ese país, los planos debían exhibirse públicamente en el ayuntamiento antes de que se pudiera emitir un permiso de construcción. Un destacado ministro protestante se opuso porque la ley reconocía solo a las iglesias católica y protestante como organismos religiosos. Todas las demás organizaciones debían estar registrados como asociaciones. Para cumplir con este requisito, un grupo de fieles se roganizaron como tal en Basilea donde votaron de manera unánime para autorizar al presidente Bringhurst a continuar con el proyecto de construcción del nuevo templo. La permisología fue otorgada en julio de 1953 y traía la aprobación militar de cerrar una de las calles que da acceso al terreno en vista que la dicha calle estaba en la vecindad del bosque nacional Chutzhütte que circunda los alrededores del terreno.: 126  La ceremonia de la primera palada ocurrió el 5 de agosto de 1953, presidida por McKay, a la que asisitieron unas 300 personas de Suiza y Alemania. La construcción comenzó el 1 de octubre. 
La Iglesia empleó artesanos locales donde era posible. Michael Jager, uno de los líderes de una congregación en Basilea, fue empleado como contratista del trabajo en metal de las puertas y la pila bautismal. La pila de acero inoxidable tenía el aspecto de plata tallado en Salt Lake City y vaciado en Mendrisio donde se ubicaba la única fábrica de moldeo a la cera perdida.: 129  Hinckley estuvo presente durante los detalles finales del interior del templo con la finalidad de coordinar el sistema de video y audio para la película de la investidura.: 359 
La ceremonia de la piedra angular ocurrió el 13 de noviembre de 1954 presidida por un miembro de la Primera Presidencia. La piedra angular fue colocada después de que se llenara una caja de cobre con varios documentos históricos. La piedra angula contiene inscrita las fechas de construcción del edificio. Actualmente se han construido 13 templos en lo que constituía el distrito del templo de Suiza para su dedicación en 1955.
En 1990, el Templo Suizo cerró para dar cabida a una extensa renovación. El exterior original de terracota de color crema fue reemplazado por una reluciente piedra blanca. El interior fue remodelado para que cuatro salones de ordenanzas de 70 asientos reemplazaran al auditorio único de 250 asientos. Esto hizo posible que comenzara una nueva sesión de investidura cada media hora en lugar de cada dos horas.

## Dedicación

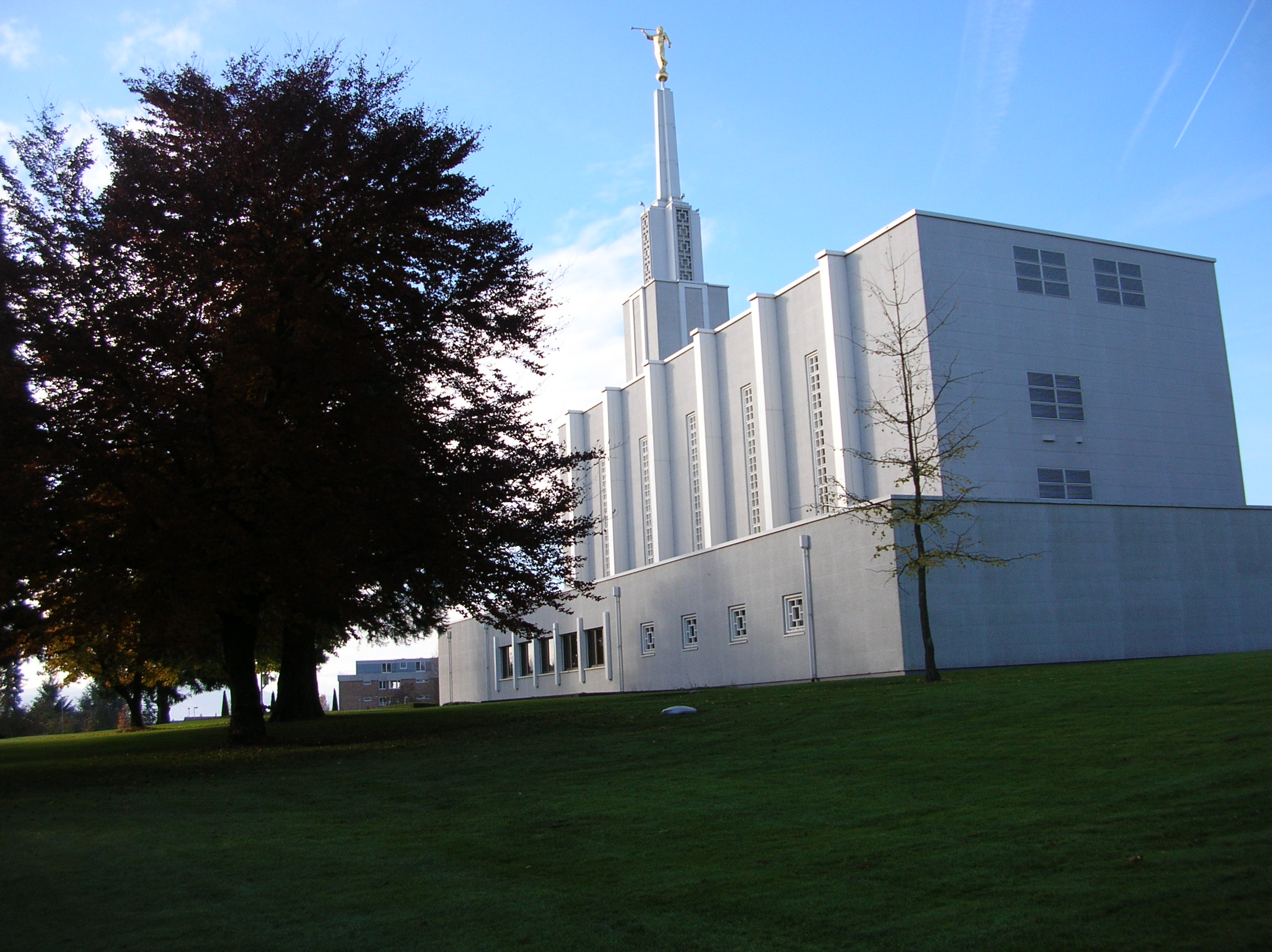
Sección posterior del templo.

El templo SUD de Berna fue dedicado para sus actividades eclesiásticas en nueve sesiones del 11–15 de septiembre de 1955 presididas por David O. McKay. Anteriormente a ello, el 9 y 10 de septiembre de ese mismo año, la iglesia permitió un recorrido público de las instalaciones y del interior del templo. Trescientos miembros del Coro del Tabernáculo, quienes estaban en una gira de conciertos por Europa, fueron incluidos en las actividades dedicatorias. Unas 1.200 fieles asistieron a la ceremonia dedicatoria en el interior del templo mientras que vecinos e invitados rodearon los jardines del templo. Se ofrecieron diez sesiones dedicatorias presentadas en ocho idiomas.: 356 
Para dar cabida a los que habían viajado grandes distancias, las ordenanzas del templo se iniciaron a las 5:00 del día siguiente de la primera sesión la dedicación. La primera investidura ofrecida fue en el idioma alemán. Antes de las 21:00 se habían realizado 22 sesiones a favor de 900 miembros de la iglesia SUD, entre ellos 79 investiduras, 17 sellamientos matrimoniales y 21 sellamientos de hijos vivos a sus padres. Otras ceremonias realizadas incluían ordenanzas para personas fallecidas, incluyendo el bautismo, matrimonios y sellamientos de hijos a padres. Las ceremonias de la investidura y las sesiones dedicatorias corrían simultáneamente, sin detenerse durante la noche. 
Después de extensas remodelaciones del interior del templo, la segunda casa abierta del templo de Berna se realizó del 8 al 17 de octubre de 1992. Más de 32.900 miembros y visitantes asistieron al recorrido público del interior del templo. El templo fue rededicado del 23 al 25 de octubre de ese año. La iglesia reportó que muchos de los que asistieron a la casa abierta en 1958, volvieron en 1992.

## Características
El templo de Berna tiene un total de 3.302 metros cuadrados de construcción y, aunque inicialmente solo contaba con un salón para las ordenanzas SUD, las remodelaciones en 1992 añadieron tres salones adicionales y siete salones para sellamientos matrimoniales. El concreto armado del templo recibió un acabado exterior de terracota gris blanquecino con el mismo diseño que el templo de Nueva Zelanda. En conmemoración de su 50 aniversario, la iglesia añadió la característica estatua del ángel Moroni sobre el pináculo único del templo.
El templo de Suiza presenta ceremonias en todos los idiomas de Europa, ruso, checo, polaco y ucraniano.